# Jakubowo Lubińskie
Jakubowo Lubińskie (niem. Jakobsdorf) – wieś w Polsce, położona w województwie dolnośląskim, w powiecie polkowickim, w gminie Przemków.
W latach 1975–1998 wieś administracyjnie należała do województwa legnickiego.
| SIMC    | Nazwa    | Rodzaj     |
| ------- | -------- | ---------- |
| 0366801 | Węgielin | przysiółek |

W miejscowości był przystanek kolejowy Jakubowo Lubińskie.
Od roku 2010 na łąkach koło Jakubowa Lubińskiego wypuszczane są susły moręgowane, w ramach programu przywracania tego gatunku faunie Polski, realizowanego przez Polskie Towarzystwo Ochrony Przyrody "Salamandra".

## Zabytki
Do wojewódzkiego rejestru zabytków wpisany jest:
- park, z końca XIX w.